# Combate de Botocudos em Mogi das Cruzes
Combate de Botocudos em Mogi das Cruzes é uma pintura de Oscar Pereira da Silva. A sua data de criação é 1920. A obra é do gênero pintura histórica. Encontra-se sob a guarda de Museu Paulista. A obra foi encomendada por Afonso d'Escragnolle Taunay. Retrata bandeirantes e Botocudos, com indumentárias e trajes típicos (chapéu, fuzil, flecha e gibão de couro), na mata.

## Descrição
A obra foi produzida com tinta a óleo. Suas medidas são: 100 centímetros de altura e 150 centímetros de largura. Faz parte de Coleção Museu Paulista. O número de inventário é 1-19214-0000-0000.
A obra foi influenciada por uma gravura de Jean-Baptiste Debret, intitulada Sauvages civilisés, soldats indiens de Mugi das Cruzas (Province de St. Paul) combattant des botocoudos, de 1834.

## Contexto
O quadro de Pereira da Silva faz parte de um conjunto de obras encomendado por Taunay, no contexto do programa decorativo do Museu Paulista. Também fazem parte desse conjunto: Partida de Porto Feliz, 9º Encontro de Monções no Sertão, Bandeirantes a caminho das minas, Calçada de Lorena, 1826 e Carga de canoas.

## Análise
Na obra, o soldado aparece enquadrado pelas árvores, no centro. As folhas, voltadas para baixo, reforçam o enquadramento. Sobressai uma narrativa de confronto, numa mata densa. A coloração realça a força da cena.
A importância da reprodução e criação sobre a gravura de Debret remete à raridade de haver nela uma representação de indumentária bandeirante. Diz Taunay sobre o desenho: "O ambiente da composição é inteiramente fantasia mas nele ocorre elemento de maior valia: a representação dos bugreiros revestidos do famoso gibão de armas, 'armas de algodão', 'armas estofadas', no gênero de escupil hispano americano, couraça essencial dos bandeirantes de São Paulo, do que infelizmente não subsiste um único espécime".
Diferentemente de outras peças sobre bandeirantes no Museu Paulista, esta coloca o personagem em ação, não em retrato triunfalista, como o retrato Domingos Jorge Velho. É considerada a única obra do acervo do museu que representa os bandeirantes em combate, com detalhes que o tornaram um exemplar raro da iconografia bandeirante.